# かわさきマッチングタイム
かわさきマッチングタイム（かわさきまっちんぐたいむ）は、アール・エフ・ラジオ日本制作で、川崎市内の旬な話題やイベントを取り上げ、ゲストとのトークや現地リポートを川崎のご当地アイドル・川崎純情小町☆が元気いっぱいにお届けする川崎市の情報番組である。

## パーソナリティ
- 川崎純情小町☆

## 放送時間
- 毎週土曜日17時20分-17時40分

## 概要
- 横浜と東京の中間に位置する141万都市、川崎。進む都市の再開発、その一方で豊かに残る自然、スポーツ・芸術・そして音楽…。毎週、魅力あふれる川崎をたっぷりと紹介している。放送は毎週土曜日の夕方5時25分から。進行は川崎のご当地アイドル・川崎純情小町☆。